# アンリ・リシャール
アンリ・リシャール（Joseph Henri Richard、1936年2月29日 - 2020年3月6日）は、カナダ連邦ケベック州モントリオール生まれの元プロアイスホッケー選手。ポジションはセンター。
1955年から1975年までNHLモントリオール・カナディアンズのセンターを務めた。
兄は15歳年上のモーリス・リシャールである。アンリの愛称は兄の愛称「ロケット」と彼が5フィート7インチ160ポンド（73 Kg ）とNHLのアイスホッケー選手としては小柄な部類であったことにちなんで、"ポケット・ロケット"である。

## 経歴

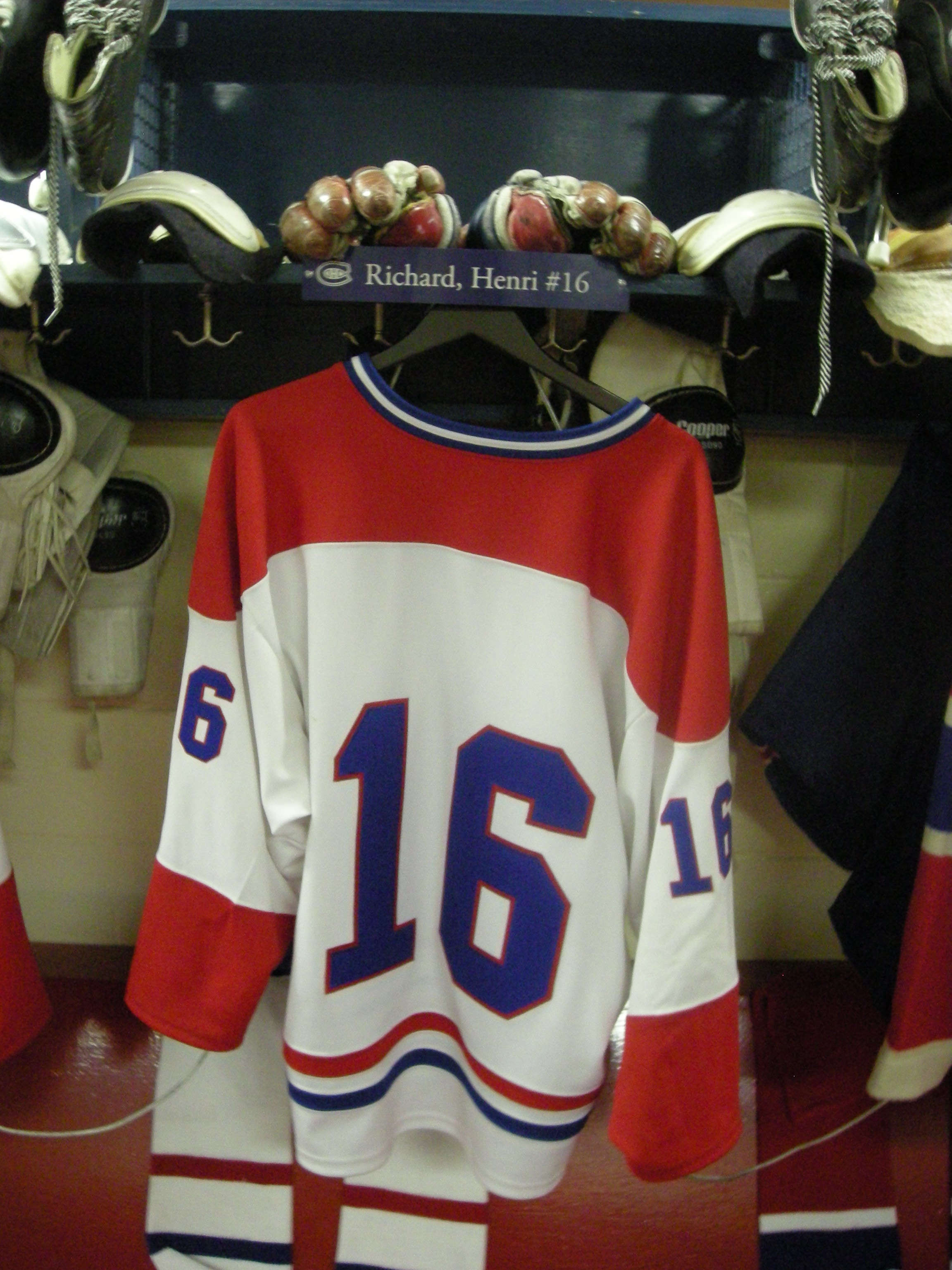
オンタリオ州トロントにるあるホッケーの殿堂に展示されたリシャールのジャージ

1955年10月13日にアマチュアFAでモントリオール・カナディアンズに加入した。
1960年に引退することになった兄のモーリスもカナディアンズのスター選手であり左打ちでライト・ウィングを務めたが、弟のアンリは右打ちのセンターで、そのプレースタイルは兄とは全く違っていたといわれる。例えば、モーリスのほうは、50試合50スコアを上げたこともあるとおり、典型的な「点取屋」でそのプレーは「爆発的」とか「ダイナミック」と形容されることがあった。そしてこれに対するアンリは1957-1958シーズンと1962-1963シーズンに、リーグアシスト王となったようにゲームメーカー、ウィングのサポート役としての才能に秀で、小回りが利き、スピードを身上とする選手であった。自らも、「ゴーリーと1対1で対峙する場面になれば、体のサイズなんて関係ない。むしろ、有利に働くことだってあった。」といった旨の発言を残している。
また、カナディアンズのコーチだったトウ・ブレイクからは、「パックがどこにあるか常に把握している、クレバーな選手」といった評価を得ている。
1971年には、引退したジャン・ベリヴォーの跡を継いでカナディアンズのキャプテンに就任した。その背番号16は同チームの永久欠番とされた。アンリは1975年には踵の骨折等もあって現役を引退し、1979年にホッケーの殿堂入りを果した。
11度のスタンレー・カップ優勝の経験を持つが、この記録は2013年現在でNHL最多記録となっており、北米4大プロスポーツリーグにおいてもNBAのビル・ラッセル(ボストン・セルティックス)と並び最多タイ記録である。(これらに次ぐ記録はNHLではモントリオール・カナディアンズのジャン・ベリヴォーとイワン・クルノワイエ、MLBのヨギ・ベラ(ニューヨーク・ヤンキース)らの10回である。)
2020年3月6日にケベック州ラヴァルにて死去。死因は不明だが、2015年にアルツハイマー病であることが公表されていた。84歳没。

## 詳細情報

### 通算成績
| 1955-1956 | モントリオール・カナディアンズ | NHL     | 64   | 19  | 21  | 40   | 46  | 10  | 4  | 4  | 8   | 21  |
| 1956-1957 | モントリオール・カナディアンズ | NHL     | 63   | 18  | 36  | 54   | 71  | 10  | 2  | 6  | 8   | 10  |
| 1957-1958 | モントリオール・カナディアンズ | NHL     | 67   | 28  | 52  | 80   | 56  | 10  | 1  | 7  | 8   | 11  |
| 1958-1959 | モントリオール・カナディアンズ | NHL     | 63   | 21  | 30  | 51   | 33  | 11  | 3  | 8  | 11  | 13  |
| 1959-1960 | モントリオール・カナディアンズ | NHL     | 70   | 30  | 43  | 73   | 66  | 8   | 3  | 9  | 12  | 9   |
| 1960-1961 | モントリオール・カナディアンズ | NHL     | 70   | 24  | 44  | 68   | 91  | 6   | 2  | 4  | 6   | 22  |
| 1961-1962 | モントリオール・カナディアンズ | NHL     | 54   | 21  | 29  | 50   | 48  | -   | -  | -  | -   | -   |
| 1962-1963 | モントリオール・カナディアンズ | NHL     | 67   | 23  | 50  | 73   | 57  | 5   | 1  | 1  | 2   | 2   |
| 1963-1964 | モントリオール・カナディアンズ | NHL     | 66   | 14  | 39  | 53   | 73  | 7   | 1  | 1  | 2   | 9   |
| 1964-1965 | モントリオール・カナディアンズ | NHL     | 53   | 23  | 29  | 52   | 43  | 13  | 7  | 4  | 11  | 24  |
| 1965-1966 | モントリオール・カナディアンズ | NHL     | 62   | 22  | 39  | 61   | 47  | 8   | 1  | 4  | 5   | 2   |
| 1966-1967 | モントリオール・カナディアンズ | NHL     | 65   | 21  | 34  | 55   | 28  | 10  | 4  | 6  | 10  | 2   |
| 1967-1968 | モントリオール・カナディアンズ | NHL     | 54   | 9   | 19  | 28   | 16  | 13  | 4  | 4  | 8   | 4   |
| 1968-1969 | モントリオール・カナディアンズ | NHL     | 64   | 15  | 37  | 52   | 45  | 14  | 2  | 4  | 6   | 8   |
| 1969-1970 | モントリオール・カナディアンズ | NHL     | 62   | 16  | 36  | 52   | 61  | -   | -  | -  | -   | -   |
| 1970-1971 | モントリオール・カナディアンズ | NHL     | 75   | 12  | 37  | 49   | 46  | 20  | 5  | 7  | 12  | 20  |
| 1971-1972 | モントリオール・カナディアンズ | NHL     | 75   | 12  | 32  | 44   | 48  | 6   | 0  | 3  | 3   | 4   |
| 1972-1973 | モントリオール・カナディアンズ | NHL     | 71   | 8   | 35  | 43   | 21  | 17  | 6  | 4  | 10  | 14  |
| 1973-1974 | モントリオール・カナディアンズ | NHL     | 75   | 19  | 36  | 55   | 28  | 6   | 2  | 2  | 4   | 2   |
| 1974-1975 | モントリオール・カナディアンズ | NHL     | 16   | 3   | 10  | 13   | 4   | 6   | 1  | 2  | 3   | 4   |
| NHL合計   | NHL合計                        | NHL合計 | 1256 | 358 | 688 | 1046 | 928 | 180 | 49 | 80 | 129 | 181 |

### 表彰
- NHLオールスター第1チーム選抜（1958年）
- NHLオールスター第2チーム選抜（1959年、1961年、1963年）
- ビル・マスタートン賞（1974年）

### 記録
- NHLオールスターゲーム選出：10回（1956年、1957年、1958年、1959年、1960年、1961年、1963年、1965年、1967年、1974年）